# Алтенбург
Алтенбург (на немски: Altenburg) е повече от хиляда години стар град-резиденция в източната част на Тюрингия‎ в Германия. Има 33 343 жители (към 31 декември 2012).
Градът се намира на 39 км южно от Лайпциг.